# Pim Bouwman
Pim Bouwman (Flesinga, Países Bajos, 30 de enero de 1991) es un futbolista neerlandés. Juega de mediocampista y su equipo actual es el Ermis Aradippou de la Primera División de Chipre.

## Clubes
| Club                  | País         | Año           | PJ | Goles |
| --------------------- | ------------ | ------------- | -- | ----- |
| NAC Breda             | Países Bajos | 2009 - 2012   | 32 | 0     |
| Inter Turku           | Finlandia    | 2012 - 2013   | 52 | 5     |
| Enosis Neon Paralimni | Chipre       | 2015 - 2016   | 21 | 2     |
| Ermis Aradippou       | Chipre       | 2016-presente | 23 | 2     |